# Uneg

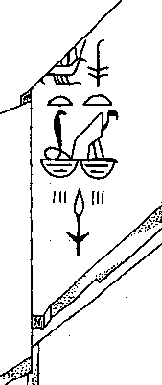
Felirattöredék Uneg nevével

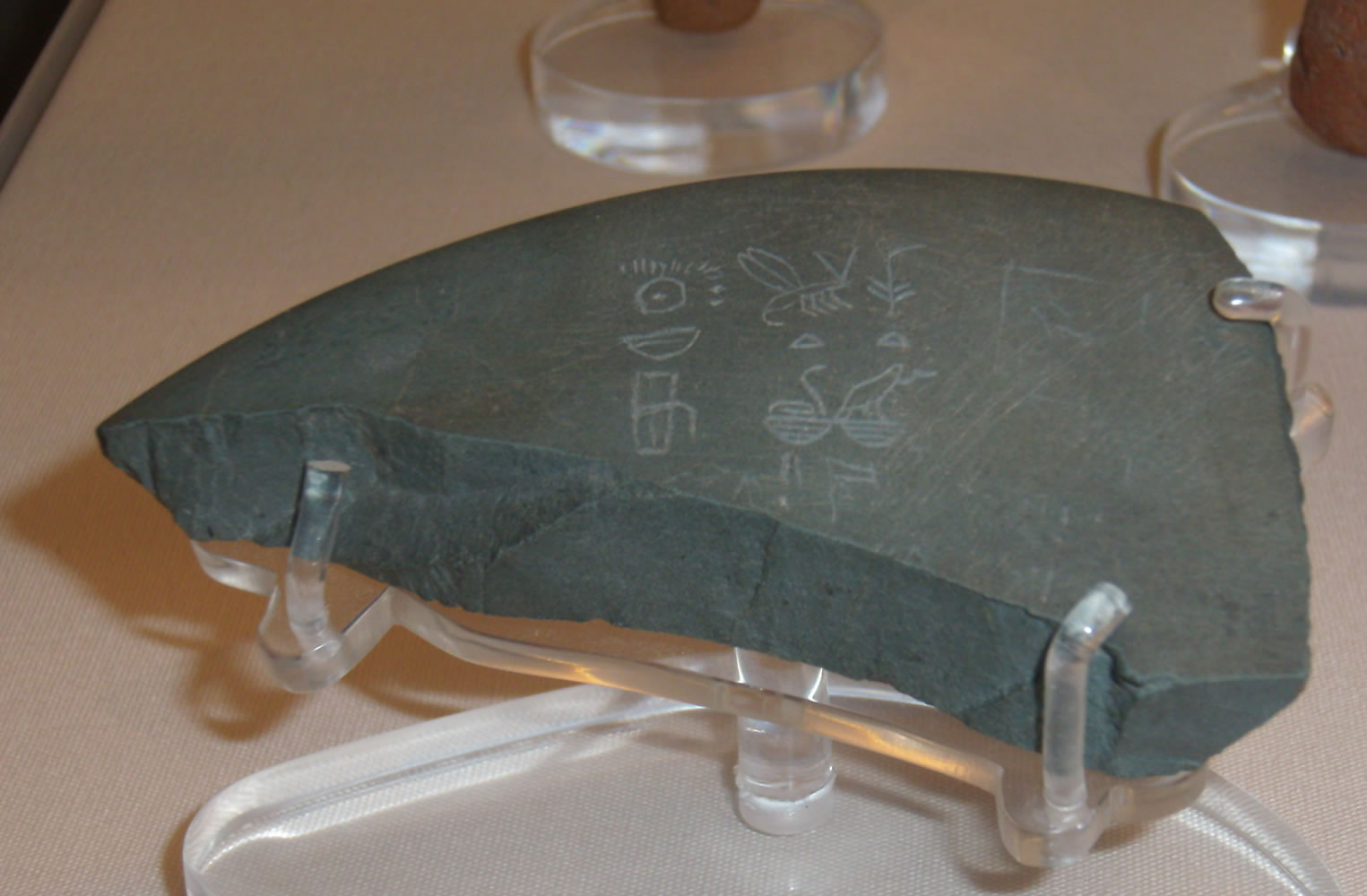
A BM EA 35556 töredék Nebré és Ninetjer nevével

Uneg az ókori Egyiptomban II. dinasztia korában élő uralkodó trónneve volt. Személye ismeretlen, talán azonos valamelyik Hórusz-névvel ismert királlyal, talán egy olyan uralkodó, akinek máshonnan nem került elő a neve, csak a szakkarai nekropoliszban talált összesen 11 darab edénytöredéken. Elődje és utódja nem határozható meg, így az sem, hogy a II. dinasztia melyik időszakában élt. Talán jelentős uralkodó volt e korai időkben, mivel az általa valószínűleg névként használt nebti („két úrnő”) a későbbiekben a királyok állandó címeként tűnik fel, de az is lehet, hogy ezzel nem rá, hanem a címet először viselő Meni Nebtire utaltak az utódok. Talán csak Alsó-Egyiptomban uralkodó szakadár volt és a két kifejezést igénycímként vette fel a nevébe. Általánosan elfogadott a II. dinasztiába sorolása, amelynek egyébként is homályos, bonyolult a belpolitikai helyzete. II. Ka után a királyok felhagytak a pekeri temetővel és majd Peribszen sírja jelenik meg újra itt. A köztes időből a három uralkodónak legfeljebb a szakkarai álsírja ismert. Eközben az alsó-egyiptomi nemesség sírjai Szakkarában nagyobbak és díszesebbek, mint az uralkodóké. A királyi hatalom gyengeségéről lehet beszélni, sőt az állam időleges széteséséről, elszakadó területekről.

## Jelentősége
A 11 leletből 7 darab Dzsószer szakkarai piramisának föld alatti termeiben volt, ami arra utalhat, hogy Dzsószer valamilyen kapcsolatban állt vele. Ez is erősíti azt az elméletet, miszerint Dzsószer alsó-egyiptomi származású nemes volt. Három felirat került elő a szakkarai S 3014 masztabából, egynek pedig ismeretlen az eredete.
A név egy rendkívül ritkán használt hieroglifa, a zárt lótuszrügy hosszú, egyenes szárral, amelynek alsó végén két keskeny levél van. Az írásjelnek csak az olvasata ismert, jelentése nem egyértelmű. Ezen kívül a lótuszrügyet mindkét oldalon 3–3 vonal keretezi. Ezek általában a többes szám jelei, de a duplázás miatt az e névben játszott szerepük nem világos. Uneg halála után az „Uneg-virág” csak a Piramisszövegekben, a VI. dinasztia idején tűnik fel újra. Egy ismert előfordulása a palermói kövön Unegbu neve.
Az azonosítások tág körében az egyik a Jochem Kahl által felállított elmélet, miszerint Uneg és Nebré azonosak, az utóbbi ugyanannak a személynek a Hórusz-neve. Ezt a BM 35556 EA nevű felirattöredékre alapozza, amelyen Nebré és Uneg nevei eredetileg egymás mellett álltak, de az Uneg-virágot később átírták Ninetjer nevére, aki ismeretink szerint a II. dinasztia uralkodói között Nebrét követte. Bizonytalan azonban, hogy Nebré uralkodói nevét miért írták át később Ninetjerre. Egy másik érv szerint a Hór-Nebré név eleve nem név, hanem cím („Ré az én uram”), ezért Uneg királyt „Ré fiának” címezték. A Nebré név jelentése és az Uneg név sok előfordulása Dzsószer piramisában szintén utalhat erre, hiszen épp Dzsószer volt az, aki a III. dinasztia első uralkodójaként ismét Szakkarába helyezte az uralkodói temetkezést, valamint felvette az „Arany Nap” (Nub Ré) nevet és a Ré-kultuszt kiterjesztette.
Wolfgang Helck, Nicolas Grimal, Hermann A. Schlögl, Francesco Tiradritti és Toby Wilkinson elmélete szerint Ninetjer egyik fiáról van szó. Ninetjer eszerint két független királyságra osztotta birodalmát és két fia örököse uralkodott felettük egymás mellett önállóan. Azt feltételezik, hogy az egyiptomi közigazgatási apparátus már túl nagy és bonyolult volt ebben az időben, amely azzal fenyegetett, hogy összeomlik. Ennek elkerülése érdekében, valamint hogy megkönnyítse az állam igazgatását, két uralkodó volt egyszerre. A palermói kő is említi „a király [Ninetjer] alsó-egyiptomi megjelenését”, bár ezt a közlést más egyiptológusok másként értelmezik. Sok egyiptológus meggyőződése, hogy Uneg csak Alsó-Egyiptomban uralkodott.
Nicolas Grimal és Walter Bryan Emery szerint Uneg Szekhemib-Perenmaat királlyal azonos. Ez az elmélet azon a feltételezésen alapul, hogy Ninetjert Szekhemib és Peribszen követték, és a Ramesszida korú feliratokban Ninetjer közvetlen utódaként egy Uadzsnesz (w3ḏ.ns) név tűnik fel, ami esetleg az Uneg torzított változata lehet, mivel a hieratikus írásban az e neveket alkotó jelek eléggé hasonlóak. Az Uneg olvasat sem teljesen bizonyos, mivel hat szakkarai töredéken egy Uadzseszen név olvasható, amely esetleg azonos lehet Uneggel. Ennek a feltevésnek az mond ellent, hogy az Uadzsnesz név egy helyen Szekhemib és Haszehemui között szerepel, illetve a korai neveket később igyekeztek helyesen leírni, így például a Szenedzs és Peribszen nevek sem változtak meg. Emellett Uneg régészetileg egyáltalán nem igazolható, míg az Uadzseszen név a Szed-ünneppel és Szokar-fesztiválokkal kapcsolatban jelenik meg, ami legalább 30 éves uralkodási időt feltételezne. Wolfgang Helck és Dietrich Wildungsmauer szintén az Uadzsnesz név alapján úgy vélik, hogy Peribszennel azonosítható.
Jürgen von Beckerath, Wolfgang Helck, Dietrich Wildung és Kaplony Péter álláspontja szerint a közelebbről szintén ismeretlen Szanaht is lehetséges. Az elképzelés alapja az, hogy Szanaht nevében az első szótag olvasata bizonytalan, és az ő trónneve lehetett Uneg. Mivel azonban Szanahtot jelenleg a III. dinasztia korára datálják, ennek a verziónak kicsiny a támogatottsága.

## Titulatúra
A fáraók titulatúrájának magyarázatát és történetét lásd az Ötelemű titulatúra szócikkben.
| G16 |

| G16 |

| G16 |

| G16 |

| M23 | L2 |

| M23 | L2 |

|  | \| \| \| \| \| \| |
|  |                   |
|  |                   |
|  |                   |

|  |
|  |
|  |

| M23 | L2 |

| M23 | L2 |

|  | \| \| \| \| \| \| |
|  |                   |
|  |                   |
|  |                   |

|  |
|  |
|  |

## Fordítás
- Ez a szócikk részben vagy egészben  a   Weneg (pharaoh) című angol Wikipédia-szócikk ezen változatának fordításán alapul.  Az eredeti cikk szerkesztőit annak laptörténete sorolja fel. Ez a jelzés csupán a megfogalmazás eredetét és a szerzői jogokat jelzi, nem szolgál a cikkben szereplő információk forrásmegjelöléseként.
- Ez a szócikk részben vagy egészben  a   Weneg (König) című német Wikipédia-szócikk ezen változatának fordításán alapul.  Az eredeti cikk szerkesztőit annak laptörténete sorolja fel. Ez a jelzés csupán a megfogalmazás eredetét és a szerzői jogokat jelzi, nem szolgál a cikkben szereplő információk forrásmegjelöléseként.

| Előző uralkodó: Ninetjer? | Egyiptom uralkodója i. e. 29–28. század II. dinasztia | Következő uralkodó: Szenedzs? |